# شلحة (الريف الشرقي)
شلحة (بالفارسية: شلحه) هي قرية تقع في إيران في قسم الريف الشرقي الريفي. يقدر عدد سكانها بـ 297 نسمة .